# Anolis oculatus
Anolis oculatus – gatunek jaszczurki z rodziny Anolidae. Endemit karaibskiej wyspy Dominika. Mimo wciąż dużej liczebności jest uznawany za gatunek bliski zagrożenia.

## Systematyka

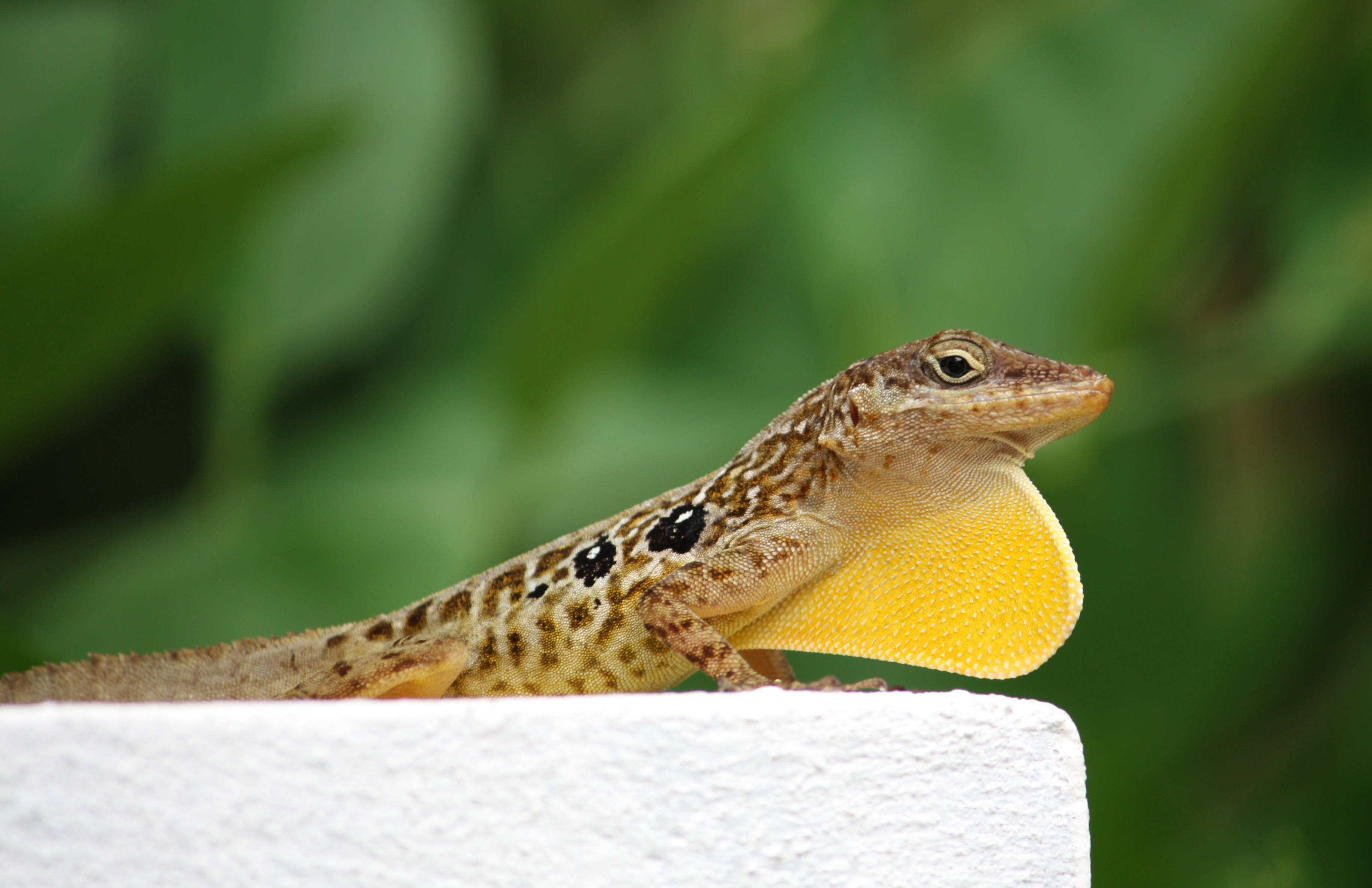
Samiec A. o. cabritensis

Gatunek zalicza się do rodzaju Anolis, klasyfikowanego obecnie w monotypowej rodzinie Anolidae. W przeszłości rodzaj ten zaliczany był do licznej w gatunki rodziny legwanowatych (Iguanidae).

## Rozmieszczenie geograficzne, zagrożenia i ochrona
Gad ten występuje jedynie na Dominice. Jest spotykany od poziomu morza do 914 m n.p.m.
Jaszczurki bytują w różnorodnych siedliskach, jak suche tereny porośnięte drzewami i krzewami, gaje limonki, lasy deszczowe i złożone z Coccoloba, tereny skaliste, plantacje kakaowca i banana, ściany, płoty, budynki.

## Zagrożenie i ochrona
W Czerwonej księdze gatunków zagrożonych IUCN Anolis oculatus jest klasyfikowany jako gatunek bliski zagrożenia (NT, ang. Near Threatened).
Całkowita populacja wedle oszacowań Thorpe’a i współpracowników z 2007 obejmowała około 200 milionów rozmnażających się płciowo osobników, choć autorzy zaznaczyli, że szacunki te mogą być obarczone dużym błędem. Od tamtej pory liczebność tej jaszczurki drastycznie spadła na obszarach kolonizowanych przez gatunek inwazyjny: Anolis cristatellus, prawdopodobnie zniknęła już z większości zachodniego wybrzeża wyspy.